# Старба
Старба, още Стаоса или Корифи (на гръцки: Κορυφή, Корифи, в превод „Връх“, Στάρμπα, Στάοσα), е планина в северозападната част на Гърция.

## Описание
Планината е разположена в северната част на Трикалско и в южната на Гревенско и между населените места Аспроклисия и Теотокос (Фляка Керасия). Част е от планинския комплекс Антихасия. На някои карти е показана като част от Хасия, но е отделена от нея (дела Лунаки) с долината на реката Триандафило, извираща на изток - югоизток от Агиофило (Велемищи) и вливаща се в Мургани (Йонос).
Скалите на планината са конгломерати и пясъчници.
Изкачването до върха може да стане от селището Ахладия (Вурлохори, 540 m) за около 2 часа.
Старба е включена в мрежата от защитени територии Натура 2000 (1440003 & 1440005) и е определена като орнитологично важно място (053).
| Име                    | Име                        | Височина | Местоположение                                 |
| ---------------------- | -------------------------- | -------- | ---------------------------------------------- |
| Старба, Стаоса, Корифи | Κορυφή, Στάρμπα, Στάοσα    | 858 m    | СИ над Ахладия (Вурлохори) и З над Аспроклисия |
| Дурос, Дурон, Дурун    | Ντούρος, Ντούρον, Ντουρούν | 696 m    | ЮЗ над Трикокия                                |
| Пасалики               | Πασαλίκι                   | 838 m    | Ю над Трикокия                                 |
| Профитис Илияс         | Προφήτης Ηλία              | 800 m    | И над Теотокос (Фляка Керасия)                 |